# Aleksander Ipavec
Aleksander Ipavec - Ipo, glasbenik, glasbeni pedagog, skladatelj, * 21. februar 1968, Trst.

## Življenje in delo
Aleksander Ipavec, poznan z vzdevkom Ipo, se je rodil v Trstu, a svojo mladost je preživel na Opčinah, oče je bil August, mati Pia (rojena Sossi). Slovensko osnovno in srednjo šolo je obiskoval na Opčinah, maturiral pa je na slovenski višji srednji šoli v Trstu leta 1979. Medtem je študiral glasbo, čeprav je želel igrati klavir, se je posvetil harmoniki (kot njegov ded in mati) od leta 1980 na Glasbeni matici v Trstu, vzporedno pa je študiral tudi kontrabas na tržaškem konservatoriju G. Tartini . S harmoniko je sodeloval na raznih natečajih in festivalih, kjer si je večkrat zaslužil prvo nagrado, kot leta 1988 na Festival internazionale di Bardolino (Mednarodni festival v Bardolinu - Italija) ali naslednjega leta prvo nagrado na državnem  tekmovanju “L. Fancelli” iz Foligna z Harmonikarskim kvintetom Glasbene matice Trst . Iz harmonike je diplomiral leta 2000 na konservatoriju " A. Stefani" v Castelfranco Veneto. S poučevanjem je začel od leta 1993, najprej harmoniko in kontrabas na Centru za glasbeno vzgojo Emil Komel v Gorici , leta 1996 je začel poučevati  na Glasbeni matici v Špetru , kjer je tudi ustanovil harmonikarsko skupino  Accordion Orchestra 4-8-8-16, s katero je dosegel pomembne rezultate na mednarodnih tekmovanjih : drugo nagrado na evropskem Grand Prix de l'accordeon v Pragi in prvo nagrado na FIF v Castelfidardu leta 2008 . Leta 2009 je postal profesor harmonike na Glasbeni šoli Tolmin.
Ipove prve izkušnje z odrsko glasbo segajo v srednješolska leta, ko so ga v Slovenskem stalnem gledališču v Trstu prosili, naj spremlja igralca pri monologu, nato je z leti sodeloval tudi z gledališčem Politeama Rossetti v Trstu in drugimi gledališči v Sloveniji. Tako so ga producenti začeli prositi za pisanje glasbe za različne predstave. Leta 2001 je napisal glasbo za dokumentarni film, ki ga je produciral RAI, od takrat je sledilo še več filmov v produkciji RAI , Tv Koper, ORF in drugih .
Aleksander Ipavec je igral z različnimi komornimi skupinami in orkestri (Teatro Verdi v Trstu, Mitteleuropa Salon Orkester pod vodstvom maestra Danieleja Zanettovicha, Evasion; The original Klezmer ensemble). Ustanovil je skupino Etnoploč, ki jo sestavljajo Piero Purini na sopranskem saksofonu, Matej Špacapan na trobenti in Ipo na harmoniki . Sestavo torej tvorijo trije obmejni glasbeniki (Italija/Slovenija), ki jih poleg tega, da so veliki prijatelji, druži dejstvo, da ne verjamejo v meje in jih poskušajo rušiti (tudi meje, ki jih vsak od nas nosi v sebi) . Ime ploč v tržaškem narečju pomeni luža, v tej trio premeša vse žanre, kulture (Trst jih je imel v svoji zgodovini veliko) in včasih dve ali več pesmi združi v novo celoto ; posneli so štiri zgoščenke .
Ipavec je tudi član komisij številnih mednarodnih tekmovanj, večkrat tudi umetniški vodja raznih pobud in festivalov . Poleg skladateljskega dela  ima tudi mnogo koncertov in sodeluje s številnimi glasbeniki , pri katerih je vedno dajal prednost človeški komponenti pred umetniško . Glasba je zanj vedno novi izziv . Sodeluje tudi z ansambli, ki igrajo ljudsko ali narodno zabavno glasbo, kot na primer tržaška skupina Ano urco al' pej dvej .